# Jacques Eugène Caudron
Pour les articles homonymes, voir Caudron.
Jacques Eugène Caudron, né à Paris le 16 novembre 1818 et mort dans la même ville le 5 août 1865, est un sculpteur français.

## Biographie
Jacques Eugène Caudron est né à Paris le 16 novembre 1818 de Jacques-Maurice Caudron, ébéniste, et de Marguerite-Esther Rayez. Il est admis à l'École des beaux-arts de Paris le 2 avril 1835 et étudie dans l'atelier de David d'Angers. Il expose de 1850 à 1865 et obtint une mention honorable au Salon de 1863. Il meurt à Paris le 5 août 1865.
Le docteur Antoine-Louis-Julien Fau, auteur de l’Anatomie artistique du corps humain, un livre à l'usage des artistes qui a connu un grand succès auprès d'eux durant la deuxième moitié du XIXe siècle, a commandé à Jacques-Eugène Caudron un Écorché dont on trouve aujourd'hui des exemplaires en plâtre aux Beaux-Arts de Paris et au musée Gustave-Moreau,,.
Jacques Eugène Caudron meurt le 5 août 1865 en son domicile, au no 90, rue de Picpus dans le 12e arrondissement de Paris

## Œuvres

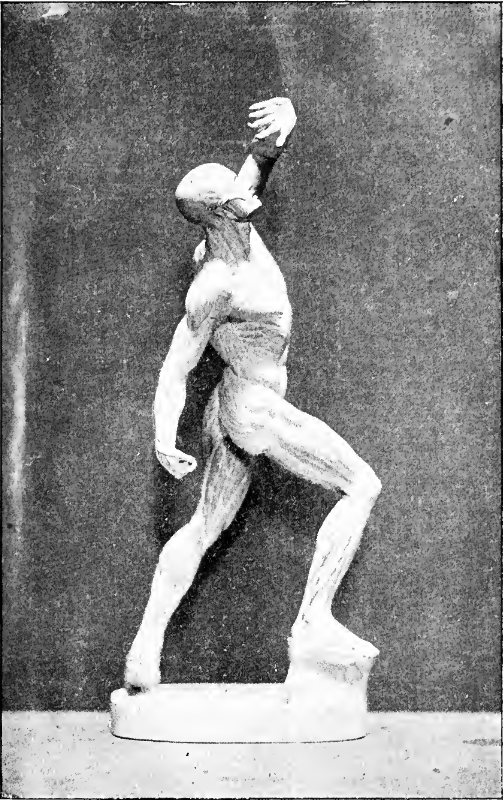
Écorché de Caudron, ou Écorché combattant, plâtre, Beaux-Arts de Paris.

- Ulysse feignant la folie, sa fourberie est découverte, 1842, esquisse en bas-relief, Beaux-Arts de Paris, anciennement dans la salle des grands prix de sculpture.
- Ornements de sculpture sur bois commandés, en 1842, par la Ville de Paris pour l'église de Saint-Vincent-de-Paul. Ces travaux furent payés 15 390 francs.
- Grétry, buste en marbre, Paris, foyer de l'Opéra-Comique, localisation actuelle inconnue. Le modèle en plâtre, commandé par le ministre de l'Intérieur, le 5 janvier 1850, moyennant 800 francs, a figuré au Salon de 1850 (no 3232). Le marbre, commandé par le ministre d'État, le 8 octobre 1851, pour 1 200 francs, a été exposé au Salon de 1853 (no 1262).
- Chasseur indien, statuette en plâtre, Salon de 1852 (no 1323).
- Le Réveil, statue en plâtre, Salon de 1857 (no 2782).
- L'Innocence cachant l'Amour dans son sein, statue en plâtre, Salon de 1859 (no 3126).
- Saint Matthieu, évangéliste, statue en pierre, 2 m, façade principale de l'église de Charenton-le-Pont. Cette statue a été commandée par le ministre d'État, le 17 mars 1859, moyennant 2 000 francs dont le solde fut payé à l'artiste le 20 juin 1860.
- Écorché, dit aussi Écorché combattant, statue en plâtre, Beaux-Arts de Paris.
- La Ville de Marseille, statue en plâtre, Salon de 1861 (no 3222).
- Saint Jude, statue en pierre, 2,78 m, porte centrale de la façade occidentale de la cathédrale Notre-Dame de Paris.
- Gozlin, évêque de Paris, statue en pierre, 1,25 m, cour intérieure de la sacristie de la cathédrale Notre-Dame de Paris.
- Auguste-Léopold Protet (1808-1862), contre-amiral, 1863, buste en marbre, 0,85 m, château de Versailles (no 5020 du supplément au catalogue par Clément de Ris). Ce buste fut commandé par décision ministérielle du 25 septembre 1862, moyennant 2 400 francs dont le solde a été payé le 11 août 1863. Il fut envoyé à Versailles le 30 septembre de la même année.
- Molière, statue en plâtre, Salon de 1863 (no 2279), théâtre de Reims, envoi de l'État en 1874. Le marbre, destiné au Théâtre-Français, fut commandé par décision ministérielle du 22 juin 1863, pour 8 000 francs, sur lesquels l'artiste avait touché 4 000 francs le 27 août 1864.
- Chasseur indien, statue en bronze, Salon de 1868 (no 2899).
- Christ, bronze, 1,40 m, Paris, église Saint-Jacques-du-Haut-Pas, chapelle du Purgatoire. Cette œuvre, commencée par Jacques-Eugène Caudron, fut achevée en 1869 par Pierre Robinet.